# إف. هارولد فان أورمان
إف. هارولد فـان أورمان هو سياسي أمريكي، ولد في 26 سبتمبر 1884 في فلينت في الولايات المتحدة، وتوفي في 6 يناير 1958 في إيفانسفيل في الولايات المتحدة. نشط حزبياً في الحزب الجمهوري. وقد انتخب عضو مجلس ولاية إنديانا ‏.